# Монголска народна партия
Монголската народна партия (на монголски: Монгол ардын нам) е лявоцентристка социалистическа и аграрна политическа партия в Монголия.
Основана през 1918 г. като Монголска народна партия като аратска (на селяните скотовъдци) партия с главни ръководители Дамдийн Сухе Батор и Хатан Батор Маскаржав и с приоритет приятелство със Съветска Русия. Под ръководството на Сухебатор и Маскаржав след победата в Монголската народна революция, в която помага и Съветска Русия 1921 г., партията се преименува в Монголска народнореволюционна партия и приема марксизма-ленинизма. През 1924 г. е провъзгласена Монголска народна република, като същата година умира и Сухебатор а за негов наследник като председател на ЦК на партията и за министър-председател на Монголия, а по-късно и за председател на Президиума на Великия народен хурал е избран Хорлоогийн Чойбалсан който управлява успешно през 20-те, 30-те и 40-те години, създавайки силно централизирана и мощна комунистическа държава с добре въоръжена монголска народна армия, която в годините на Втората световна война съвместно със СССР разгромява японските войски в битката при Халхин Гол през 1939 г. и през август 1945 г. по монголско-китайската граница. След смъртта на Чойбалсан през 50-те години, начело на партията и Президиума на Великия народен хурал на държавата застава Юмжагийн Цеденбал, който управлява до заменянето си на тези два поста от първия му заместник в партията и дотогавашен премиер Жамбийн Батмунх, който е начело на партията и държавата до 1990 г., отстъпвайки ги на Пунсалмагийн Очирбат – дотогавашен министър на външноиконимическите връзки и снабдяването, който трансформира длъжността на генерален секретар на ЦК на МНРП в председател на ЦК и председателя на президиума на Великия народен хурал в президент на Монголия, какъвто Очирбат е до 1997 г., когато предава поста си на наследника си Нацагийн Багабанди, а той през 2001 г. на свой ред – на своя наследник Намбарин Енхбаяр, председателя на ЦК на МНП, след който мандат МНП управлява в правителството в коалиция с други партии, а президент става бившият член на МНП и бивш политофицер от монголската народна армия Цахиагийн Елбегдорж – председател на Демократичекста партия. МНП управлява през по-голямата част от най-новата история на страната – първоначално като единствена партия в комунистическия режим (1921 – 1990), а след неговото премахване самостоятелно и в коалиция през 1990 – 1996, 2000 – 2004 и след 2006 г. От 2010 г. партията отново връща първоначалното си име Монголска народна партия.
На парламентарните избори през 2012 г. Монголската народна партия е втора с 31% от гласовете и 25 места във Великия държавен хурал. На изборите през 2016 г. печели 85% от местата в Хурала. Към 2023 г. в партията членуват 287 283 души.